# 加拉帕戈斯群島麗鰻
加拉帕戈斯群島麗鰻為輻鰭魚綱鰻鱺目糯鰻亞目蛇鰻科的其中一種，分布於東南太平洋的加拉巴哥群島海域，棲息在底層水域，屬肉食性，生活習性不明。

## 擴展閱讀
維基物種上的相關：加拉帕戈斯群島麗鰻